# 尖翅地肤
尖翅地肤（学名：Kochia odontoptera）为苋科地肤属的植物。分布于中亚地区、伊朗以及中国大陆的新疆等地，生长于海拔1,000米至1,700米的地区，多生于沙丘或台地，目前尚未由人工引种栽培。